# Коорбитални спътници
Коорбитални спътници или луни са дадена група естествени спътници със сходни орбити (обикалят около планетата си със сходни периоди - големите им полуоси са равни една на друга).
В Слънчевата система само Сатурн има такива спътници, като се наблюдавани три групи коорбитални луни.
При две от тези групи става въпрос за троянски астероиди - естествени спътници, които се намират в четвъртата (L4) и пета (L5) точки на Лагранж на друг, по-масивен спътник (т.е. масивният спътник, спътникът троянец и планетата образуват равностранен триъгълник). Коорбитални и разположени в лагранжевите точки на Тетида са Телесто и Калисто. По същия начин с Диона са свързани Елена и Полидевк.
По-особен е случая с Янус и Епиметей, които са коорбитални, без да са в лагранжевите точки на друг спътник. Янус е само четири пъти по-масивен от Епиметей – двете луни обикалят около общ център на масите, който следва своята орбита около Сатурн.